# Стир, Билл
Уильям Джеффри (Билл) Стир (англ. William Jeffrey (Bill) Steer; род. 3 декабря 1969, Стоктон-он-Тис, Йоркшир) — британский гитарист и сооснователь дэт-метал-группы Carcass. Считается одним из первопроходцев, внёсших существенный вклад в развитие таких жанров, как грайндкор и дэт-метал благодаря своему участию в Napalm Death и Carcass — двух самых значимых коллективах в этих жанрах.
Билл Стир был гитаристом группы Napalm Death с 1987 до 1989 года и Carcass с 1985 до 1995 года (некоторое время он был гитаристом обеих групп одновременно).
В 1985 году совместно с Кеном Оуэном создаёт группу Carcass. После распада группы Carcass Билл Стир основал группу Firebird, которая играла рок-музыку, выдержанную в стилистике 1970-х годов. В настоящее время проживает в Лондоне, Великобритания.